# Batalla de Adís
La batalla de Adís fue una batalla que se libró a finales del 255 a. C. durante la primera guerra púnica entre un ejército cartaginés comandado conjuntamente por Bostar, Amílcar y Asdrúbal y un ejército romano dirigido por Marco Atilio Régulo. A principios de año, la nueva armada romana estableció la superioridad naval y utilizó esta ventaja para invadir a la patria cartaginesa, que actualmente estaría situada en la moderna Túnez en el norte de África. Después de desembarcar en la península de cabo Bon y realizar una campaña exitosa, la flota regresó a Sicilia, aunque dejó a Régulo con 15 500 hombres para mantener el alojamiento en África durante el invierno.
En lugar de mantener su posición, Régulo avanzó hacia la capital enemiga, Cartago. El ejército de esta se estableció en una colina rocosa cerca de Adís (actual Uthina), donde en ese momento el ejército romano se encontraba realizando un sitio en la ciudad. Régulo ordenó a sus fuerzas que marcharan por la noche para posteriormente realizar dos asaltos durante el amanecer contra el campamento cartaginés situado encima de la colina. Estos últimos consiguieron repeler una parte de la fuerza romana para después perseguirles colina abajo, aunque la otra parte cargó contra ellos en la retaguardia y los derrotó. Ante esto, los cartagineses que permanecieron en el campamento entraron en pánico y huyeron.
Los romanos avanzaron y capturaron Túnez, a solo dieciséis kilómetros de Cartago. Desesperados, los púnicos pidieron la paz, pero los términos ofrecidos por Régulo eran tan duros que decidieron seguir luchando. Unos meses más tarde, en la batalla del Bagradas, Régulo fue derrotado y su ejército quedó prácticamente aniquilado. La guerra continuó durante catorce años más.

## Situación

Territorio controlado por Roma y Cartago al comienzo de la primera guerra púnica.

Los Estados de Cartago y Roma entraron en guerra en el 264 a. C., momento en el que comenzó la primera guerra púnica. Los púnicos formaban una potencia marítima bien establecida en el Mediterráneo occidental; los romanos habían unificado recientemente la Italia continental al sur del río Arno. Esta expansión probablemente hizo inevitable que eventualmente chocara con Cartago por Sicilia con algún pretexto. La causa inmediata de la guerra fue la cuestión del control de la ciudad siciliana de Messana (la moderna Mesina). Básicamente, ambos lados deseaban controlar Siracusa, la ciudad-estado más poderosa de la isla. Hacia el 260 a. C. la guerra se había convertido en un intento por parte de los romanos para, al menos, controlar toda Sicilia.
Los cartagineses estaban comprometidos con su política tradicional de esperar a que sus oponentes se agotaran, con la expectativa de recuperar parte o todas las posesiones que pudiesen perder durante la contienda y negociar un tratado de paz mutuamente satisfactorio. Por otro lado, los romanos eran una potencia esencialmente centrada en los combates terrestres, y gracias a esto, ganaron el control de la mayor parte de Sicilia. La guerra se encontraba en un punto muerto, ya que los cartagineses se concentraron en defender sus pueblos y ciudades; estas estaban en su mayoría en la costa y por lo tanto podían ser abastecidas y reforzadas por mar sin que sus enemigos pudieran interferir. El foco de la guerra se desplazó hacia el mar, donde los romanos tenían poca experiencia; en las pocas ocasiones en que habían sentido previamente la necesidad de una presencia naval, habían confiado en pequeñas escuadras proporcionadas por sus aliados. En el 260 a.  C. Roma se propuso construir una flota en la que utilizó un quinquerreme cartaginés naufragado como modelo para sus propios barcos.
Las victorias navales en Milas y Sulci, y su frustración por el continuo estancamiento en Sicilia, llevaron a los romanos a centrarse en una estrategia basada en el mar y en desarrollar un plan para invadir el corazón cartaginés en el norte de África y amenazar su capital, Cartago —cerca de la actual ciudad de Túnez—. Ambos bandos querían establecer la supremacía marítima e invirtieron grandes cantidades de dinero y mano de obra para aumentar y mantener el tamaño de sus armadas.
La flota romana, comandada por los cónsules del año, Marco Atilio Régulo y Lucio Manlio Vulsón Longo, zarpó de Ostia, el puerto de la capital, a principios del 256 a. C. Se componía de trescientos treinta buques de guerra más un número indeterminado de buques de carga, en la que también se embarcaron aproximadamente veintiséis mil legionarios escogidos de las fuerzas en Sicilia. Los cartagineses estaban al tanto de las intenciones de los romanos y reunieron frente a la costa sur de Sicilia todos los buques de guerra que tenían disponibles, trescientos cincuenta, al mando de Hannón y Amílcar con la intención de interceptar a la armada enemiga. Un total combinado de alrededor de seiscientos ochenta buques de guerra que transportaban hasta doscientos noventa mil tripulantes e infantes de marina se encontraron en la batalla del cabo Ecnomo. Los cartagineses tomaron la iniciativa, ya que pensaban que sus habilidades navales más superiores que la de los romanos les harían ganar la batalla, aunque después de un prolongado y confuso día de lucha, fueron derrotados, y en consecuencia, perdieron múltiples barcos, treinta capturados y sesenta y cuatro hundidos, a pérdidas romanas de veinticuatro barcos hundidos.

## Preludio
En respuesta a la batalla, el ejército romano, comandado por Régulo, desembarcó en la península de cabo Bon cerca de Aspis (actual Kélibia) en el verano de 256 a. C. y comenzó a devastar los campos de cultivos cartagineses. Capturaron a veinte mil esclavos y a «grandes rebaños de ganado», fomentaron rebeliones en muchos de los territorios sometidos por Cartago, y después de un breve asedio, capturaron la ciudad de Aspis.. Tras esto, el Senado romano envió la orden para que la mayoría de la armada y una gran parte del ejército se retiraran a Sicilia, probablemente debido a las dificultades logísticas de abastecer a estos más de cien mil hombres durante el invierno. Régulo se quedó con cuarenta barcos, quince mil infantes y quinientos jinetes para pasar el invierno en África, y les ordenó debilitar al ejército cartaginés mientras esperaban los refuerzos que llegarían primavera. Se esperaba que lograría esto mediante incursiones y alentando a los rebeldes de los territorios sometidos por Cartago, pero los cónsules no se pusieron de acuerdo.
Régulo eligió tomar su fuerza —que era relativamente pequeña— y atacar tierra adentro, por lo que avanzó sobre la ciudad de Adís (actual Uthina), a sólo sesenta kilómetros al sureste de Cartago, y la sitió. Los cartagineses, mientras tanto, llamaron a Amílcar, que se encontraba Sicilia con cinco mil soldados de infantería y quinientos de caballería. Este último y dos generales llamados Asdrúbal y Bostar fueron puestos al mando conjuntamente de un ejército aproximadamente del mismo tamaño que la fuerza romana especializado en la caballería y en los elefantes de guerra.

## Ejércitos

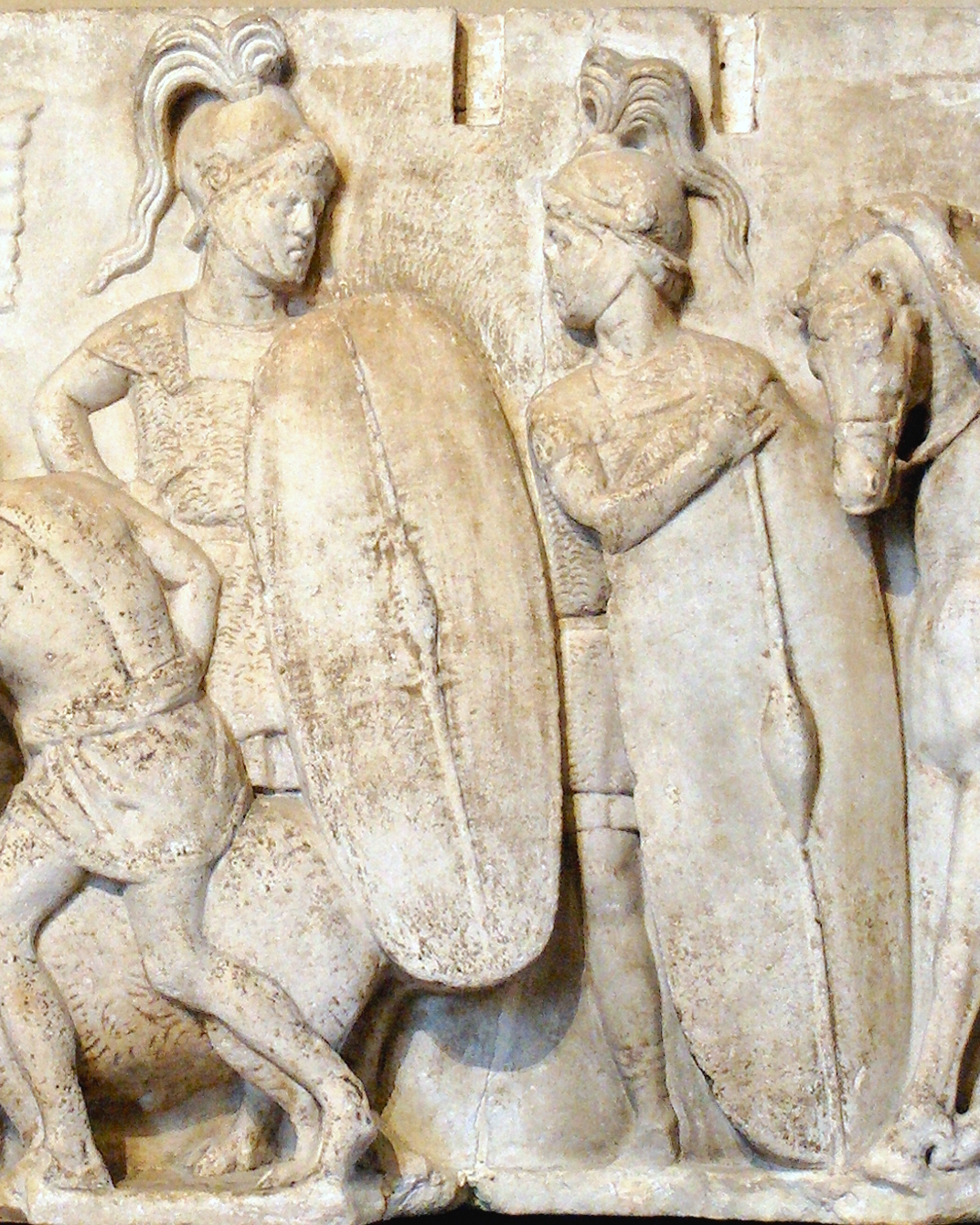
Detalle del relieve del altar de Domicio Enobarbo que muestra dos soldados de infantería romanos del a. C.

La mayoría de los ciudadanos romanos eran seleccionados para el servicio militar y servían como infantería, y una minoría más rica ejercía como caballería. Tradicionalmente, cada año levantaban dos legiones, cada una de cuatro mil doscientos infantes y trescientos jinetes. Un pequeño número de la infantería sirvió como escaramuzadores armados con jabalinas y el resto estaba equipado como infantería pesada, con armadura, un gran escudo y espadas cortas. Estaban divididos en tres filas, de las cuales la primera fila también llevaba dos jabalinas, mientras que la segunda y tercera filas tenían una hasta en su lugar. Tanto las subunidades legionarias como los legionarios individuales lucharon en un orden relativamente abierto, o relativamente bien espaciados entre sí en comparación con las formaciones más compactas que eran comunes en ese momento. Por lo general, un ejército se formaba combinando una legión romana con una legión de sus aliados latinos de tamaño similar y equipada. No está claro cómo se constituyeron los quince mil soldados de infantería en Adís, pero el historiador moderno John Lazenby sugiere que pudieron haber representado cuatro legiones con fuerzas ligeramente inferiores: dos romanas y dos aliadas. Régulo no utilizó a los ciudadanos de los pueblos y ciudades que se rebelaron contra Cartago como mano de obra militar. En esto se diferenciaba de otros generales, incluidos los romanos, que lideraban ejércitos compuestos por rebeldes africanos contra los púnicos. Se desconocen las razones de esto, y Lazenby afirma que su incapacidad para subsanar su deficiencia en la caballería es desconcertante.
Los ciudadanos cartagineses solo servían en el ejército cuando existía una amenaza directa para la ciudad. En la mayoría de las circunstancias, el Estado púnico reclutaba a extranjeros para formar su ejército, muchos serían del norte de África, que proporcionaban varias tropas especializadas, entre ellas: infantería organizada de una forma cerrada equipada con grandes escudos, cascos, espadas cortas y lanzas largas y escaramuzadores de infantería ligera armados con jabalinas; caballería de choque organizada de una forma cerrada —también conocida como «caballería pesada»— que portaban lanzas; y escaramuzadores de caballería ligera que lanzaban jabalinas desde lejos y evitaban el combate cuerpo a cuerpo. Tanto Hispania como Galia proporcionó infantería experimentada; tropas desarmadas que cargarían ferozmente, pero tenían la reputación de rendirse si el combate se alargaba. La mayor parte de la infantería cartaginesa lucharía en una formación compacta conocida como falange, generalmente formaban dos o tres líneas, también se reclutaron honderos especializados en las Islas Baleares. Estos también emplearon elefantes de guerra; el norte de África tenía elefantes forestales africanos autóctonos en ese momento, aunque las fuentes no tienen claro si llevaban torres que contenían guerreros. Se desconoce la composición precisa del ejército en Adís, pero unos meses más tarde, en la batalla de Túnez, los cartagineses desplegaron cien elefantes, cuatro mil jinetes y doce mil infantes; este último habría incluido a los cinco mil veteranos de Sicilia y muchas milicias ciudadanas.

## Batalla
Decididos a evitar que los romanos siguieran saqueando los cultivos, los cartagineses avanzaron hacia Adís, donde establecieron un campamento fortificado en una colina rocosa cerca de la ciudad, ya que no querían luchar en campo abierto. Polibio critica la decisión de estos últimos, dado que su principal ventaja sobre sus enemigos eran su caballería y sus elefantes, quienes ninguno podía aprovechar esa virtud desde detrás de las fortificaciones, en terrenos escarpados o accidentados. Los historiadores modernos señalan que los generales púnicos habrían sido muy conscientes de la fuerza de las legiones y que esperar en un campamento protegido mientras espiaban al enemigo y formulaban un plan no era un error. Este fue exactamente el caso visto que su ejército se había formado recientemente y aún no estaba completamente entrenado o no estaba acostumbrado a trabajar en conjunto; aunque el historiador moderno George Tipps describe este despliegue como un «mal uso total» de su caballería y de sus elefantes.

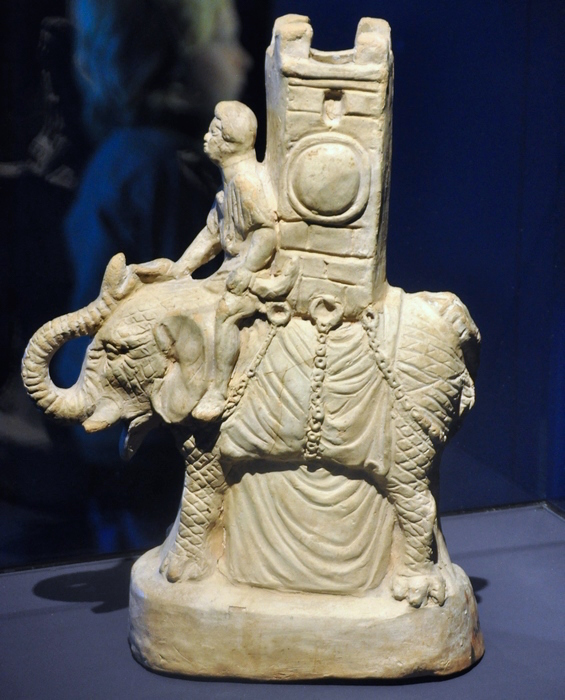
Estatua romana de un elefante de guerra encontrada en Pompeya.

Con el ejército cartaginés vigilándolo desde la colina, Régulo inmediatamente tomó la decisión de dividir su ejército en dos y hacer que cada uno llevara a cabo una marcha nocturna para lanzar un ataque sorpresa al amanecer contra el campamento. Los romanos atacarían cuesta arriba contra el campamento enemigo situado en la cima, pero sería difícil responder a un ataque desde dos direcciones. Tipps describe el plan como una demostración de la «imprudencia» de Régulo. Aunque ambas fuerzas romanas estuvieron en posición a tiempo y lanzaron sus ataques con éxito, pese a que aparentemente no simultáneamente, la sorpresa total no se pudo lograr, ya que al menos una gran parte de los cartagineses pudieron prepararse y enfrentarse a la mitad del asalto. Estos últimos hicieron retroceder a esta formación —al parecer hasta el límite de sus fortificaciones, aunque esto no está confirmado—, para proceder a mandarles colina abajo y causarles el desorden. La situación fue confusa, puesto que el resto de los cartagineses no tomó ninguna acción efectiva y no se coordinó con sus aliados victoriosos. Según el historiador militar Nigel Bagnall, la caballería y los elefantes fueron evacuados rápidamente, ya que reconocieron que no podrían desempeñar ningún papel útil, ni aunque defendieran las fortificaciones o el terreno de la colina en general.
El grupo de cartagineses que estaba siguiendo a las tropas de Régulo terminó por echarles de la colina, y toda o parte de la segunda columna romana, en lugar de atacar el campamento púnico, cargó cuesta abajo contra la retaguardia desordenada de sus enemigos. Es posible que este grupo de cartagineses también se enfrentara a un contraataque frontal contra las reservas romanas después de abandonar la colina. En cualquier caso, después de algunos combates, terminaron huyendo del campo de batalla. Ante esto, los cartagineses que se encontraban en el campamento, cuyas fortificaciones aún no habían sido alcanzadas por sus enemigos, entraron en pánico y se retiraron. Los romanos les persiguieron durante un rato, aunque Polibio no proporciona cifras de pérdidas cartaginesas, incluso los historiadores modernos sugieren que estos sufrieron pocas o ninguna pérdida a causa de su caballería y elefantes. Las tropas de Régulo terminaron con su persecución, y acabaron por saquear el campamento situado en la cima de la colina.

## Consecuencias

1: Los romanos desembarcan y capturan Aspis. (256 a. C.)
2: Victoria romana en Aspis. (256 a. C.)
3: Los romanos capturan Túnez. (256 a. C.)
4: Jantipo parte de Cartago con un gran ejército. (255 a. C.)
5: Los romanos son derrotados en la batalla de Túnez. (255 a. C.)
6: Los romanos se retiran hacia Aspis y abandonan África. (255 a. C.)

Los romanos siguieron y capturaron numerosas ciudades, incluida Túnez, a solo dieciséis km de Cartago. Desde esta última, los romanos asaltaron y devastaron el área cercana alrededor de la ciudad. Muchas de las regiones africanas sometidas por los púnicos aprovecharon la oportunidad para rebelarse. La ciudad de Cartago estaba llena de refugiados que huían de Régulo o de los rebeldes y esto desencadenó una crisis alimenticia, por lo que los cartagineses, desesperados, pidieron la paz. Régulo, al ver que estos últimos aceptaban la derrota y que pedían un tratado de paz, aprovechó esto para exigirles condiciones muy duras: Entregarían Sicilia, Cerdeña y Córcega; pagarían todos los gastos de guerra y rendirían tributo a Roma cada año; tendrían prohibido declarar la guerra o hacer la paz sin su permiso; tendrían su armada limitada a un solo buque de guerra; pero proporcionarían cincuenta grandes buques de guerra a los romanos a pedido de ellos. Al encontrar estos términos completamente inaceptables, los cartagineses decidieron seguir luchando.
Encargaron el entrenamiento de su ejército al comandante mercenario espartano Jantipo. En 255 a. C., Jantipo dirigió un ejército de doce mil infantes, cuatro mil jinetes y cien elefantes contra los romanos y los derrotó decisivamente en la batalla de Túnez. Aproximadamente dos mil de estos últimos se retiraron a Aspis; quinientos, incluido Régulo, fueron capturados; el resto murieron. Jantipo, temeroso de la envidia de los generales cartagineses a los que había superado, aceptó su paga y regresó a Grecia.
Los romanos enviaron una flota para evacuar a sus supervivientes y los cartagineses intentaron oponerse. En la batalla resultante del cabo Hermeo frente a África, los púnicos sufrieron una fuerte derrota, en la que les capturaron ciento catorce barcos. La flota romana, a su vez, fue devastada por una tormenta mientras regresaba a Italia, con trescientos ochenta y cuatro barcos hundidos de un total de cuatro cientos sesenta y cuatro y cien mil hombres perdidos, la mayoría aliados latinos no romanos. La guerra continuó durante catorce años más, principalmente en Sicilia o en las aguas cercanas, antes de terminar con una victoria para Roma; los términos ofrecidos a Cartago fueron más generosos que los propuestos por Régulo. La cuestión de qué estado controlaría el Mediterráneo occidental permaneció abierta, y cuando los púnicos asediaron la ciudad protegida por los romanos de Sagunto en el este de Iberia en el 218 a.  C., dio paso a la segunda guerra púnica contra Roma.

## Fuentes

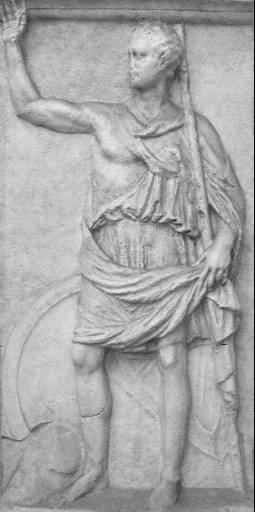
Polibio «un historiador notablemente bien informado, trabajador y perspicaz».